# Vacetín
Vacetín (dříve Dvacetín, německy Dwacetin) je osada a katastrální území obce Pavlov v okrese Šumperk. Jde o část vesnice Veselí. Nachází se asi 7 km jihozápadně od Mohelnice. V roce 2011 zde žilo 17 obyvatel ve třinácti domech.
V katastrálním území je registrováno třináct čísel popisných. Osadou prochází silnice II/644. Nachází se zde kaple svaté Barbory, výklenková kaple, kříž a dva malé rybníky.

## Historie
První písemná zmínka o osadě pochází z roku 1351.
| Rok            | 1869 | 1880 | 1890 | 1900 | 1910 | 1921 | 1930 | 1950 | 1961 | 1970 | 1980 | 1991 | 2001 | 2011 |
| -------------- | ---- | ---- | ---- | ---- | ---- | ---- | ---- | ---- | ---- | ---- | ---- | ---- | ---- | ---- |
| Počet obyvatel | 118  | 120  | 121  | 116  | 94   | 114  | 90   | 57   | 51   | 44   | 32   | 19   | 23   | 17   |
| Počet domů     | 18   | 18   | 20   | 20   | 20   | 20   | 16   | 16   | –    | 11   | 9    | 13   | 13   | 13   |